# Johannes Jensen
Johannes Vilhelm Jensen (ur. 20 stycznia 1873, Farsø, zm. 25 listopada 1950 w Kopenhadze) – prozaik i poeta duński, laureat Nagrody Nobla w dziedzinie literatury za rok 1944.
Pisywał także powieści kryminalne pod pseudonimem Ivar Lykke.
Pisarz uważany jest za jednego z najważniejszych przedstawicieli realizmu jutlandzkiego.
Ojciec Jensena był weterynarzem, sam pisarz również studiował medycynę. Pracował jako korespondent we Francji, Hiszpanii i na Dalekim Wschodzie, wiele lat spędził także w Stanach Zjednoczonych. Doświadczenia te znalazły odbicie w twórczości artysty.

## Dzieła
- Duńczycy (1896)
- Einar Elkjaer (1897)
- Ludzie z Himmerlandu (1898)
- Upadek króla (1901)
- Gotycki renesans (1901)
- Nowe historie z Himmerlandu (1904)
- Pani d’Ora (1904)
- Koło (1904)
- Wiersze (1906)
- Historie z Himmerlandu (1910)
- Ewolucja i moralność (1915)
- Długa podróż (1922–1924)
- Ewolucja zwierząt (1925)
- Kierunki w czasie (1930)
- Mity (1960)